# Gouffre Georges
Le  réseau du gouffre Georges (ou gouffre du Mont Béas) est le second gouffre d'Ariège par sa profondeur (- 720 m) pour une longueur de 3 490 m. Il comporte sept entrées (A0, A5, A3, gouffre Georges, A9, gouffre des Feuilles Mortes et le Tube) et il est situé a proximité de l'étang de Lers, sur la commune de Le Port, dans les Pyrénées centrales.

## Spéléométrie
Le développement de la cavité est de 3 490 mètres pour une profondeur de 720 m. De nombreuses explorations avec le Spéléo Club du Haut-Sabarthès ont permis d'accroître le développement du réseau qui dépasse les 4 000 mètres,.

## Géologie
Les 4 et 5 août 2018, des chercheurs géologues venus du monde entier sont descendus dans le gouffre, avec l’aide de spéléologues du Club du Haut Sabarthès afin d’évaluer comment se sont créées les Pyrénées et, au-delà, comment les continents bougent sans magma pour fondre la roche. Le gouffre Georges est un endroit unique au monde où ce type d’observations est possible dans de bonnes conditions car des roches venues du manteau terrestre y sont visibles. L'étang de Lers avait ainsi donné son nom à la Lherzolite remarquée ici dès la fin du XVIIIe siècle. Un relevé scanner laser 3D, de l'entrée du Tube à la salle de la Famine, a été effectué à cette occasion par des chercheurs de l'institut de géographie de la Faculté des sciences de l'Université  Pavel Jozef Šafárik de Košice (Slovaquie).

## Hydrogéologie
Les eaux du réseau ressortent à la source des Neuf Fontaines située un kilomètre au nord-ouest d'Aulus-les-Bains à l'altitude de 720 mètres.

## Histoire
L'abbé André Glory trouve l'entrée A5 (altitude 1 624 m) en 1946 et explore jusqu'à -40 m. Le gouffre Georges ou A1 à l'altitude 1 585 m est redécouvert en 1967 par J.P Claria et G. Prince de la Cordée spéléologique du Languedoc. La profondeur de - 420 m est atteinte. Le 1er août 1968 la cote -726 m, ramenée depuis à -686 m, est atteinte sur un siphon. Le gouffre des Feuilles Mortes est reconnu pour la première fois en 1960 par la Cordée spéléologique du Languedoc jusqu'à -90 m. D’autres spéléologues poursuivent l’exploration qui sera terminée par un stage instructeur en 1983. Une imposante « salle de la famine » s'y trouve, ainsi appelée car les personnes qui l’ont découverte en 1968 y sont restées bloquées, par une crue, durant cinq jours. Un des accès qui permet facilement de visiter les galeries terminales a été ouvert en 1986 après des escalades, à partir du gouffre des Feuilles Mortes. Il se nomme le tube car les quatre premiers mètres de descente se font dans un tube d'un mètre de diamètre.
L'appellation Gouffre Georges a été choisie en l’honneur de Georges Gramont (1900-1986), président de la Société spéléologique du Plantaurel, qu'il a cofondé en 1947.
Le gouffre est voisin du réseau souterrain, appelé réseau de La Pique, également très profond (-621 m) et objet de plus de 130 explorations de 2002 à 2011.

## Modalités d'accès
Accès au fond par le gouffre des Feuilles Mortes: Accéder à l’étang de l’Hers par Massat ou par Vicdessos et le port de l’Hers. De l’étang, prendre la route en direction d’Aulus-les-bains. Exactement 1,5 km après la buvette de l’étang de l’Hers, se garer à gauche de la route (sur la droite de la route on repère à cet endroit une petite falaise de quelques mètres en Lherzolite et au-dessus de vieilles traces de bulldozer). Une petite sente à droite remonte d’une cinquantaine de mètres jusqu'à une crête. De suite après l’avoir franchi prendre le long de la crête en montant suivant la ligne de plus grande pente sur la droite d’une petite clairière. Au bout d’une cinquantaine de mètres, continuer à monter un raidillon d’une vingtaine de mètres légèrement sur la droite. En haut de celui-ci, par sur la droite, la sente qui conduit au Tube. Ne pas la suivre mais continuer à monter sur cinquante mètres de dénivelé au creux du talweg dans le bois. L’entrée est une petite grotte qui souffle bien située en montant à une dizaine de mètres à gauche de l’axe du talweg.